# Rolling Hills (hrabstwo Madera)
Rolling Hills – jednostka osadnicza w Stanach Zjednoczonych, w stanie Kalifornia, w hrabstwie Madera.